# Georg Brost
Paul Georg Brost (* 7. Juli 1878 in Königsberg i. Pr.; † 7. November 1973 in Berlin) war ein deutscher Politiker (DNVP), Mitglied der Sächsischen Volkskammer und Gewerkschaftsfunktionär.

## Leben
Brost war von Beruf Kaufmannsgehilfe. Zunächst arbeitete er ab 1900 ehrenamtlich, seit 1904 hauptamtlich für den Deutschnationalen Handlungsgehilfenverband (DHV), u. a. als Geschäftsführer in Leipzig, später als Leiter der DHV-Abteilung 1 (Sozialpolitik) in Berlin. Außerdem war er von 1919 bis 1931 Geschäftsführer des Gesamtverbandes deutscher Angestelltengewerkschaften, um 1920 zeitweilig zusammen mit Heinrich Brüning auch Geschäftsführer des Deutschen Gewerkschaftsbundes sowie Mitglied des Vorläufigen Reichswirtschaftsrates.
Von 1919 bis 1920 gehörte Brost als Abgeordneter der Sächsischen Volkskammer (Landtag) für die Deutschnationale Volkspartei (DNVP) an. Am 8. Juni 1920 legte er sein Mandat aus beruflichen Gründen nieder. Im Dezember 1929 trat er aus der DNVP aus und war 1930 Mitunterzeichner des Gründungsaufrufs der Volkskonservativen Vereinigung.
Über sein weiteres Leben ist wenig bekannt.

## Veröffentlichungen
- Die wirtschaftliche Mobilmachung Deutschlands. Deutschnationale Buchhandlung, Hamburg 1914
- Der Reichswirtschaftsrat in Vergangenheit, Gegenwart und Zukunft. Deutschnationaler Handlungsgehilfen-Verband, Hamburg 1925
- Die Einflüsse der Sozialpolitik auf den Berufsweg des Kaufmannsgehilfen. Deutschnationaler Handlungsgehilfen-Verband, Hamburg 1930